# Kreuzkamp (Ratekau)
Kreuzkamp ist einer von zwei Wohnplätzen der Dorfschaft Offendorf/Kreuzkamp der Gemeinde Ratekau.
Durch die Kreuzung im Ortskern wurde der Name im Mitte des 16. Jahrhunderts für die Ortschaft festgelegt.
Die Kreuzung verbindet immer noch die wichtigen Handelsrouten ins heutige Lübeck bis zur Ostsee.

## Geographie

### Geographische Lage
Der Wohnplatz Kreuzkamp liegt auf dem Landrücken zwischen dem Hemmelsdorfer See im Norden und dem Forstgebiet Großer Stüft im Süden im Bereich der Flur Offendorferfeld.

### Nachbarorte
Die am nächsten gelegenen Nachbarorte sind:
| Offendorf, Ratekau | Grammersdorf                                | Ovendorf   |
|                    | Kompassrose, die auf Nachbargemeinden zeigt | Poppendorf |
| Sereetz            | Waldhusen (Lübeck-Kücknitz)                 | Kleinensee |